# Ла-Перюз
Ла-Перю́з (фр. La Péruse) — коммуна во Франции, находится в регионе Пуату — Шаранта. Департамент — Шаранта. Входит в состав кантона Шабане. Округ коммуны — Конфолан.
Код INSEE коммуны — 16259.
Коммуна расположена приблизительно в 360 км к югу от Парижа, в 85 км южнее Пуатье, в 45 км к северо-востоку от Ангулема.

## Население
Население коммуны на 2008 год составляло 496 человек.
| 1962 | 1968 | 1975 | 1982 | 1990 | 1999 | 2008 |
| ---- | ---- | ---- | ---- | ---- | ---- | ---- |
| 515  | 465  | 462  | 562  | 501  | 514  | 496  |

## Экономика
В 2007 году среди 319 человек в трудоспособном возрасте (15—64 лет) 227 были экономически активными, 92 — неактивными (показатель активности — 71,2 %, в 1999 году было 69,3 %). Из 227 активных работали 194 человека (104 мужчины и 90 женщин), безработных было 33 (17 мужчин и 16 женщин). Среди 92 неактивных 28 человек были учениками или студентами, 45 — пенсионерами, 19 были неактивными по другим причинам.

## Достопримечательности
- Приходская церковь Сен-Пьер[фр.] (XI век). Исторический памятник с 1980 года[8]
  - Алтарь-дарохранительница (XIX век). Исторический памятник с 1994 года[9]

## Фотогалерея

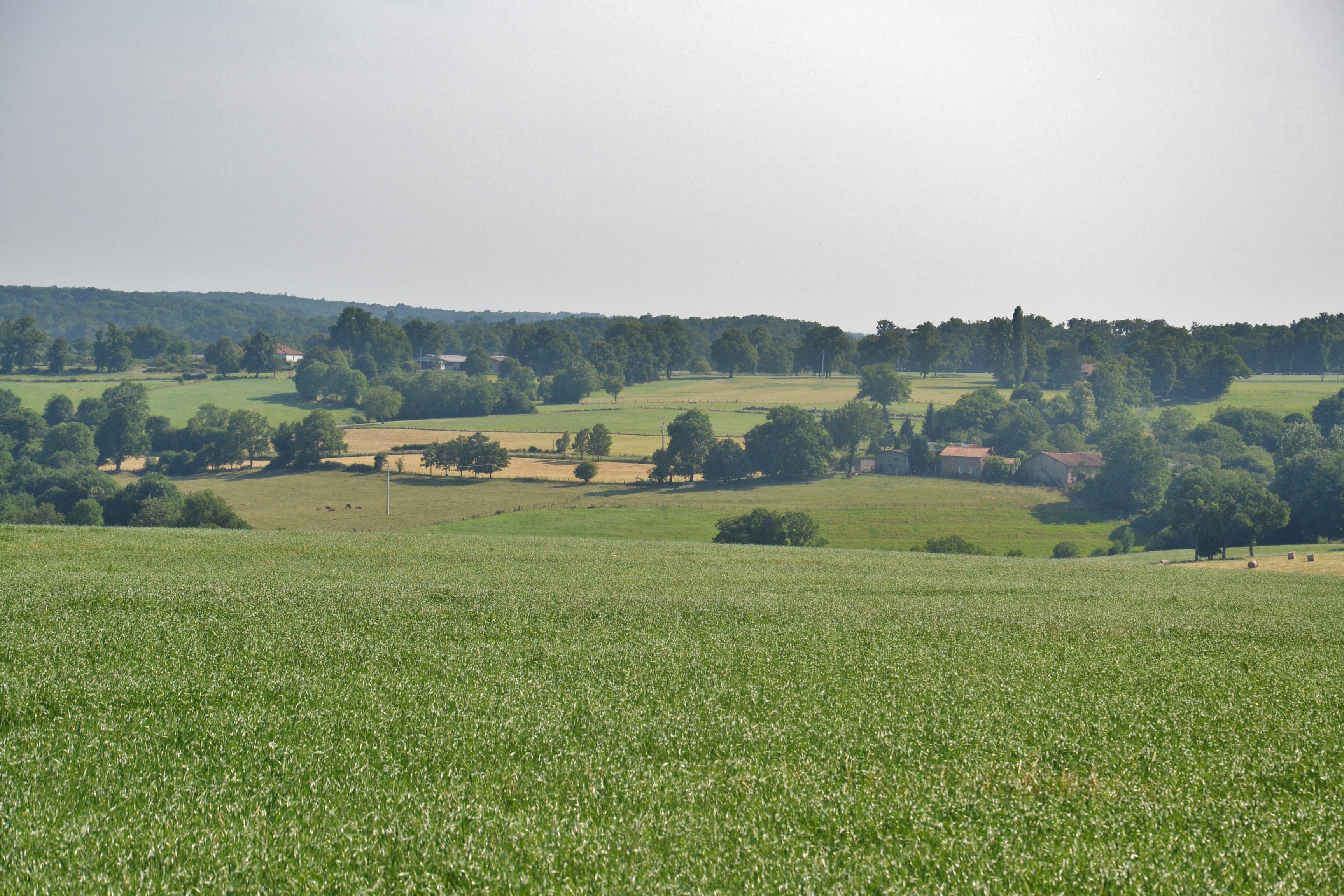
Ла-Перюз
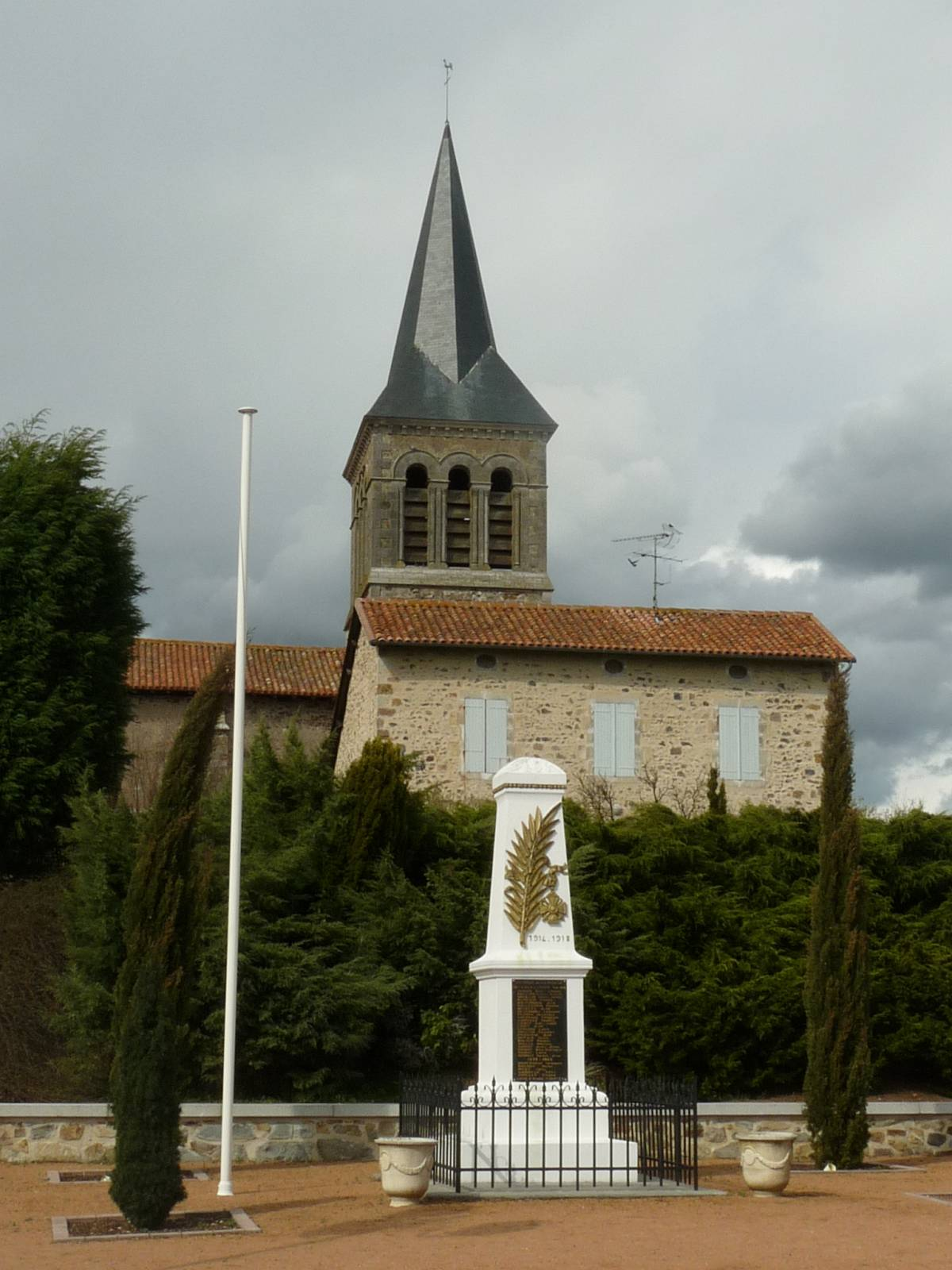
Церковь Сен-Пьер и военный мемориал
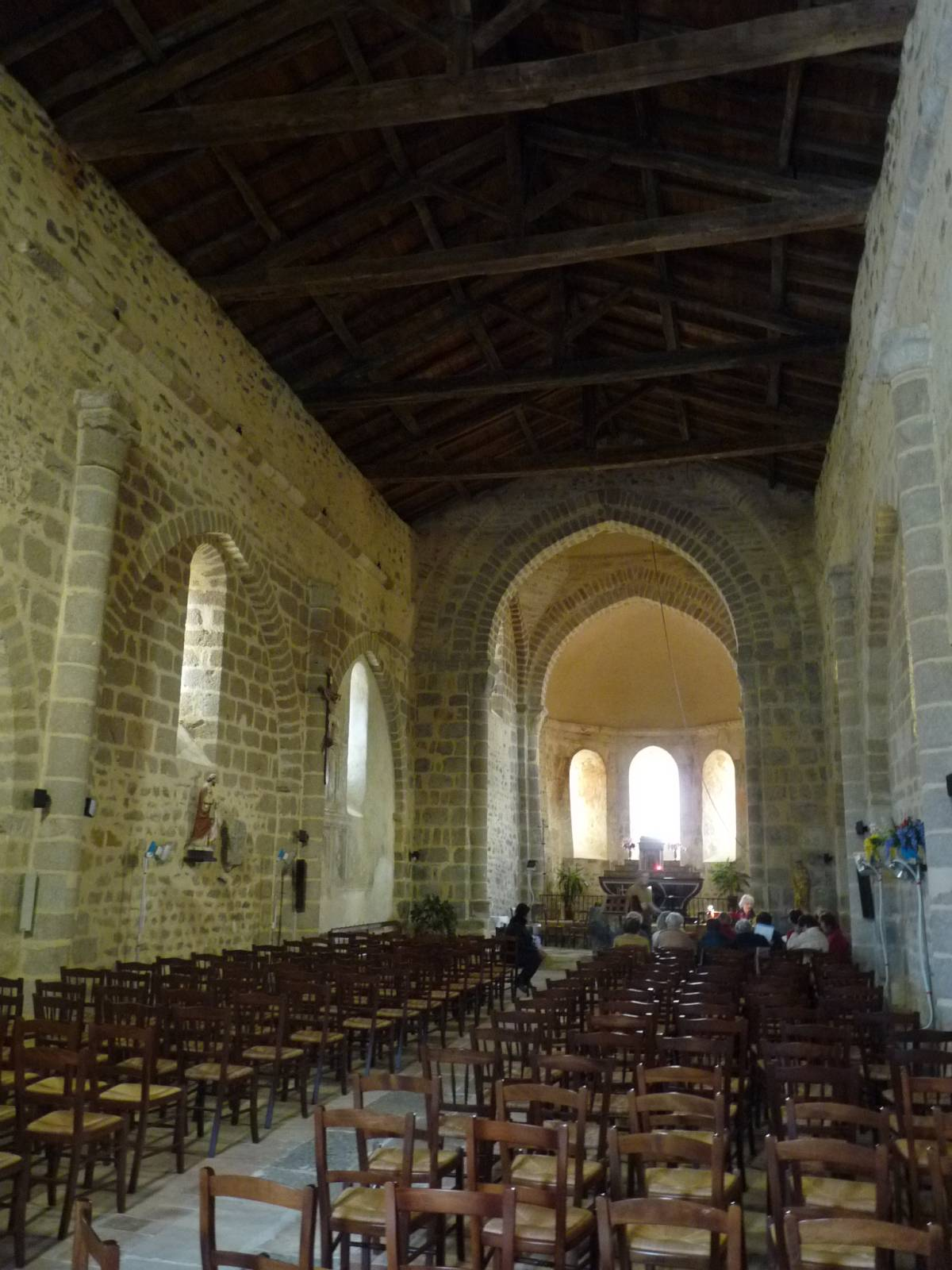
Интерьер церкви Сен-Пьер